# Ишимбайский заказник
Ишимбайский заказник — государственный природный зоологический заказник республиканского значения.

## Характеристика
Основной профиль заказника — зоологический (по охране животного мира). Охране подлежат: лось, кабан, косуля, медведь, лисица, рысь, барсук, куница, норка американская, хорь степной, колонок, ласка, бобр речной, зайцы, глухарь, тетерева, рябчик, вальдшнеп, водоплавающая дичь.
Всего в угодьях заказника обитает около 60 видов млекопитающих, из которых 55 видов — охотничьи животные, а также свыше 190 видов птиц — сарычи, коршун, пустельга, чеглок, луговой лунь, ястреб-тетеревятник. Ихтиофауна представлена видами рыб, населяющих горные реки: таймень, хариус, ручьевая форель, подкаменщик, налим и другие.
Заказник образован с целью сохранения, воспроизводства и увеличения численности ценных в хозяйственном, научном и культурном отношениях видов диких животных, среды их обитания, расселения на сопредельных территориях, а также поддержания целостности естественных сообществ.
На территории заказника находится памятник природы водопад Кук-Караук.

## Расположение
Заказник расположен на участках лесного фонда и землях сельскохозяйственного назначения в Ишимбайском районе в следующих границах:
- северная граница:

от урочища Утташ на восток по проселочной дороге через урочище д. Майгашла-Баш до д. Ташбукан, далее по правому берегу р. Большая Арметка вверх по её течению до устья р. Ола-Елга, затем по проселочной дороге на северо-восток через д. Бияляй-Куль и далее на юго-восток до урочища Сатра;
- восточная граница:

от урочища Сатра по правому берегу р. Рявзяк вверх по её течению, далее по правому берегу р. Ола-Елга вверх по её течению до северо-восточного угла квартала 25 Макаровского лесничества, далее на юг по восточным просекам кварталов 25, 33, 39, 44, 53, 61, 68 того же лесничества до юго-восточного угла квартала 68;
- южная граница:

от юго-восточного угла квартала 68 Макаровского лесничества на запад по южной просеке этого квартала, далее по дороге на север до пересечения с р. Малый Зиган, далее вниз по течению этой реки по левому её берегу, затем по р. Зиган до д. Гумерово, далее по дороге до с. Васильевка;
- западная граница:

от с. Васильевка по дороге на северо-запад, затем по дороге на северо-восток до с. Нижнеарметово, далее по правобережью р. Малая Арметка вверх по её течению до урочища Утташ.
Объявление территории заказником не влечет за собой изъятия занимаемых земельных участков и водных объектов у землепользователей, лесопользователей и водопользователей. Землепользователи, лесопользователи и водопользователи обязаны соблюдать установленный в заказнике режим, оказывать заказнику всемерную помощь в выполнении возложенных на него задач. Пользователи и владельцы земельных, лесных и водных участков, которые расположены в границах государственного заказника, а также все иные физические и юридические лица обязаны соблюдать установленный в них режим особой охраны и несут за его нарушение ответственность в соответствии с законодательством.

## Виды деятельности
На территории заказника запрещены следующие виды хозяйственной деятельности:
- сплошнолесосечные рубки главного пользования;
- рубки главного пользования в полосах леса шириной 100 м по берегам рек и водоёмов, заселённых бобрами;
- выпас скота, за исключением земельных участков, переданных в ведение сельских поселений;
- рыболовство в районе бобровых поселений;
- распашка земли в пределах оврагов и прибрежных полос рек, ручьёв и водоёмов на расстоянии 50 м от уреза воды;
- сенокошение ранее 15 июля;
- внесение минеральных удобрений на поверхность почвы и применение ядохимикатов при борьбе с вредителями, болезнями растений и сорняками;
- движение любых видов механических транспортных средств, гужевого транспорта, а также нахождение граждан с орудиями лова, оружием и собаками вне дорог общего пользования;
- все виды охоты на зверей и птиц, за исключением отстрела или отлова в целях регулирования численности и научных целях на основании специальных разрешений, выдаваемых в установленном порядке. Способы и приемы охоты должны соответствовать режиму заказника с минимальным воздействием по фактору беспокойства;
- проведение гидромелиоративных и ирригационных работ, геологоразведочных изысканий, разработка полезных ископаемых, в том числе выемка песчано-гравийной смеси из карьеров без согласования с заинтересованными организациями;
- предоставление земельных участков под застройку, а также для коллективного садоводства и огородничества;
- строительство зданий и сооружений, дорог и трубопроводов, линий связи, электропередачи и прочих коммуникаций без согласования с заинтересованными организациями;
- взрывные работы;
- устройство привалов, бивуаков, туристических стоянок, лагерей и других форм отдыха населения;
- любые иные формы хозяйственной деятельности, рекреационного и иного природопользования, препятствующие сохранению, восстановлению и воспроизводству природных комплексов и компонентов, без согласования с администрацией заказника.